# گذرنامه مغولستانی

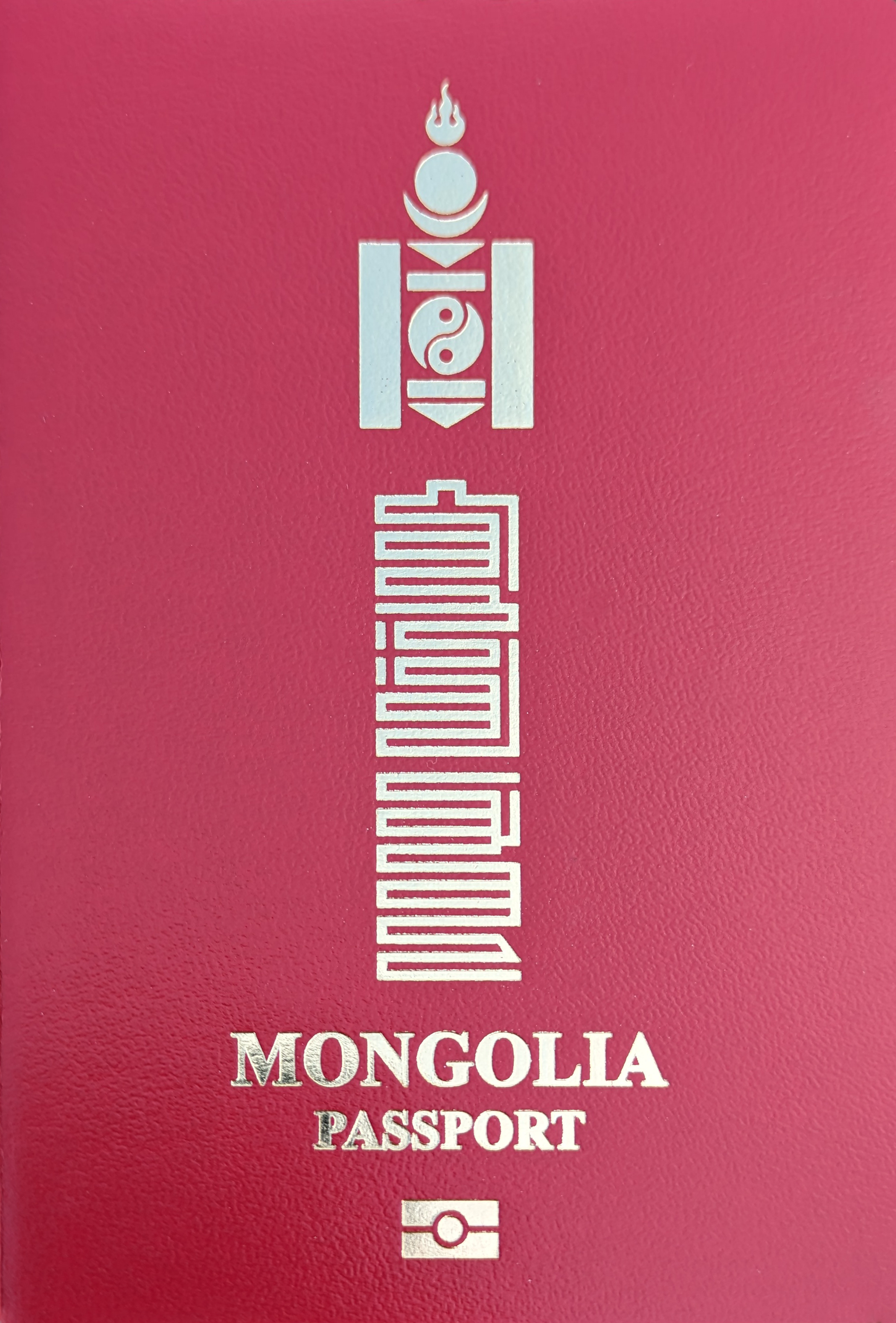
نمایی از یک‌نسخه گذرنامهٔ مغولستانی در سال ۲۰۲۳

گذرنامهٔ مغولستانی یک مدرک سفر بین‌المللی است که توسط کشور مغولستان صادر می‌شود و بنا بر داده‌های سال ۲۰۲۳، دارندگان آن می‌توانستند به ۶۱ کشور دیگر بدون دریافت ویزا سفر کنند یا ویزا را در بدو ورود دریافت نمایند. این گذرنامه بر اساس رتبه‌بندی شاخص گذرنامهٔ هنلی در سال ۲۰۲۳ در رتبهٔ ۸۳ قرار داشت.